# Cooperstown (Dakota Północna)
Cooperstown – miasto w Stanach Zjednoczonych, w stanie Dakota Północna, stolica hrabstwa Griggs. W 2008 liczyło 909 mieszkańców.